# ファッション雑誌
ファッション雑誌（ファッションざっし）は、ファッションを主なテーマとして扱う雑誌である。
ファッションが報道の対象として定期的に取り上げられるようになったのは、19世紀前半のフランスにおいてである。『ジュルナル・デ・ダム・エ・デ・モード』がその先駆的な雑誌であるが、1829年にはベリー公爵夫人の援助によって『ラ・モード』が創刊され、バルザックら知識人を執筆陣に迎えてフランスのファッション雑誌の代表的な存在となった。19世紀末には『ジュルナル・ド・ラ・ヴィ・リテレール』がフランスのファッション雑誌の中心的存在に躍り出た。
今日に続くファッション雑誌の基礎を作ったのは、1867年にアメリカで創刊された『ハーパーズ バザー』および1893年に同じくアメリカで創刊された『ヴォーグ』である。両誌は現在も世界で最も影響力があるファッション雑誌として、多数の国で発行されている。

## 日本におけるファッション雑誌
日本の女性にとってファッションは極めて関心の高いものであり、流行、年齢、生活・収入レベルやそれらがもたらす読者別のファッションの傾向によって数多くのファッション雑誌が発行されている。近年では老舗女性ファッション雑誌といわれた『Olive』(マガジンハウス)や『mcシスター』(当時の婦人画報社、現・ハースト婦人画報社)が次々休刊した。インターネットの普及により『ef』(主婦の友社)がデジタル媒体に移行したような例もある。
また、日本におけるファッション雑誌は洋服の発祥地である西洋のファッション雑誌の模倣や提携などから始まっており、欧化主義と洋装化の影響を強く受け、モデルに金髪碧眼の白人を起用し、美の典型と位置づけるものも多く、西洋式の文化を称賛する傾向が強い雑誌もある。日本のファッション誌の歴史は『服装文化』(1934年創刊)、『ル・シャルマン』(1935年創刊)を端緒に、『装苑』(1936年創刊)に始まり『アンアン』（1970年創刊）で確立したとされるが、1980年代に入ると女性向けファッション誌が乱立しはじめ、読者ターゲットやファッションの好みによって、モード系、赤文字系、青文字系、黒文字系などジャンルも多岐にわたり、赤文字系をはじめ日本人モデルが中心の雑誌は多い。

### 内容
メインは月刊誌から季刊誌のペースでのトレンドに合わせた着こなしの紹介である。全身の服装、個別のアイテム (カタログともいえる)、ヘアスタイルやメイクが、モデルや芸能人、読者など多様な人物の写真で表され、商品を説明するキャプションがつく。また主眼となるコンセプトがモード系ではコレクションの図版、ストリートファッションならばストリートスナップが用いられる。
一応ファッション雑誌とは分類されるものの、女性誌の場合、恋愛、占い、音楽等のレビュー、ダイエットをはじめとする美容、インテリア、キャリア、育児、金銭管理、料理のレシピ、旅行、また小物の付録など、実生活で役立つ情報やエンタテイメント要素を盛り込んでいる。しかし一方で、消費意欲の煽動を訴求するあまり、過激で根拠のないでたらめな情報、品性に欠ける文章を掲載することも少なくなく、世間からの批判も少なくない。

### 流行の創出
洋服や装飾品だけでなく、ライフスタイル全般を取り上げるファッション雑誌も多い。『アンノン族』を生み出し、従来の物見遊山型でない女性の国内旅行を定着させた『an・an』・『non-no』などが女性の若者文化に大きな影響を与えた。バブルが終わり不況の長期化、情報源の多様化などにより、女性ファッション誌ではファッション情報に特化した実用性を求める傾向が強まっているが、男性ファッション雑誌は物・文化記事を重視する傾向が目立つ。ファッション記事やグラビアよりも若年サラリーマン向けの宣伝タイアップを絡めたビジネスノウハウ記事が目立つ『GQ JAPAN』や、逆に、自動車雑誌であるものの、ファッション記事にも多くのページを割く『NAVI』のような雑誌（廃刊）もある。「ちょい不良(ワル)オヤジ」等のスタイル提案で知られる中年男性ファッション誌『LEON』(主婦と生活社)のように、単なるファッションだけにとどまらず、スタイルや生き方にまで及ぶ流行を生み出そうとしている雑誌もある。
2000年代に入り、ファッションの多様化が進む一方、活字媒体全般にわたり不調と言われている2006年現在、パンク・ファッションやストリートファッション、モード系など個性や先鋭的なセンスを打ち出す雑誌は一部に根強い支持があるものの、全体としては男性誌・女性誌ともに実利的な異性受け(「モテ」と称される)するファッションを重視する傾向が強まっている。10代後半から20代の女性向けファッション雑誌というカテゴリで圧倒的に強みを持つ『CanCam』がその代表格であり、近年ではその専属モデルであった押切もえ、蛯原友里が誌面で着用した服は、即完売するという影響力をもった。
着物やロリータ、アウトドアなど限定的な服装に特化したものや、美容、フィットネス、ヘアスタイル、メイク、ネイルに関する雑誌も刊行されている。
なお、月刊女性誌には1kgを超えるものもあるが2013年頃からは、持ちやすい「小型版」も同時に発売されている。

## 年譜
- 1867年 アメリカ合衆国で『Harper's BAZAAR』創刊。
- 1893年 アメリカ合衆国で『ヴォーグ』創刊。
- 1905年 『婦人画報』創刊。国木田独歩を初代編集長として創刊された、日本で最も歴史ある婦人総合誌。
- 1936年 宇野千代が時事新報社（のちにスタイル社）より日本初のファッション雑誌『スタイル』を創刊[注釈 1]。表紙画は藤田嗣治、題字は東郷青児。定価20銭。全32ページのうち、洋装に16、男物に4、和装に8、化粧に4という構成だった[7]。同年、『装苑』が創刊。当時は洋裁の専門誌としての性格が強かった。
- 1946年 坂内ミノブによる『女性線』創刊。刊行は坂内が経営する吉田出版。[8]
- 1949年 『ドレスメーキング』創刊。同年、日本初の男性ファッション誌『洋装』が洋装社より創刊。
- 1950年 男性ファッション誌『男子専科』がスタイル社より創刊。
- 1955年 男性ファッション誌『MEN'S CLUB』創刊。
- 1958年 『家庭画報』創刊。
- 1960年 『ハイファッション』創刊。
- 1969年 1966年から刊行されていた森英恵のPR誌『森英恵流行通信』が『流行通信』の名でファッション専門誌として創刊される。
- 1971年 『non-no』創刊。旅行特集で前年創刊の『anan(アンアン)』とともにアンノン族現象を引き起こす。
- 1971年 『POPEYE』創刊。従来の男性誌と一線を画す、カタログ風の実践的内容であった。
- 1975年 『JJ』創刊。ニュートラが全国的に流行。
- 1980年代 バブル期の消費拡大により広告収入が見込めるビジュアル（ファッション写真などのエディトリアルデザイン）重視のファッション誌（海外有名ファッション誌の日本語版含む）の創刊が相次ぐ。
- 1994年 不況とともに、ビジュアルより服の詳細情報を主にしたファッション情報誌が増え、アンチテーゼとしてアート系ファッション誌『ジャップ』が創刊されるも出版社倒産により廃刊[9]。

## 主要なファッション雑誌のリスト
各出版社が人気のファッションをスタイル別(俗にテイスト、○○系と呼ばれる)・年齢やライフスタイル別の専門誌を出版しており、以下は現在一般的に認知されている印象をマクロにカテゴライズしているが、形而上・抽象的な概念に拠るものから、認識も十人十色であり、はっきりとした特徴は確立されていない。例えば一般的に相反するものとされがちなカジュアルとコンサバにあたっても、流行、または雑誌の意向により、カジュアル専門誌であってもコンサバのグレーゾーンにあたるファッションが紹介されていることなどがある。

### 女性向け
以下に挙げるものは、書店で流通する、そしてある程度の認知を得てきた女性向けファッション雑誌の一覧である。小売店に流通しないファッション雑誌型の通信販売カタログは除外している。
| 年齢       | ジャンル                | 名前                                                         | 出版者                                   | 出版地       | 創刊年   | 休刊・廃刊年 | 備考                                                                         |
| ---------- | ----------------------- | ------------------------------------------------------------ | ---------------------------------------- | ------------ | -------- | ------------ | ---------------------------------------------------------------------------- |
|            | 子供服                  | maria (マリア)                                               | アンジュパブリッシング                   | 大阪         | 2003.07  | 刊行中       |                                                                              |
|            | 子供服                  | ニコ☆プチ                                                    | 新潮社                                   | 東京         | 2006.09  | 刊行中       |                                                                              |
| 11 - 15    | ローティーン            | ピチレモン                                                   | 学研プラス                               | 東京         | 1986.04  | 2015.10      |                                                                              |
|            | ローティーン            | nicola (ニコラ)                                              | 新潮社                                   | 東京         | 1997.12  | 刊行中       |                                                                              |
|            | ローティーン            | ラブベリー                                                   | 徳間書店                                 | 東京         | 2001.12  | 2017.12.20   | 2012年3月に一旦休刊となったが、2016年1月に復刊                               |
| 16 -       | ハイティーン            | ELLE girl (エルガール)                                       | ハースト婦人画報社                       | 東京         | 2006春夏 | 刊行中       |                                                                              |
|            | ハイティーン            | SEVENTEEN (セブンティーン)                                   | 集英社                                   | 東京         | 1968     | 2021.09      | デジタルに移行                                                               |
|            | ストリート・裏原系      | CUTiE (キューティ)                                           | 宝島社                                   | 東京         | 1989     | 2015.8.11    |                                                                              |
|            | ストリート・裏原系      | JILLE (ジル)                                                 | 双葉社                                   | 東京         | 2001.10  | 2014.3       |                                                                              |
|            | ストリート・裏原系      | mini (ミニ)                                                  | 宝島社                                   | 東京         | 1999秋冬 | 刊行中       |                                                                              |
|            | ストリート・裏原系      | SEDA (セダ)                                                  | 日之出出版                               | 東京         | 1991     | 2016.06      |                                                                              |
|            | ストリート・裏原系      | Zipper (ジッパー)                                            | 祥伝社                                   | 東京         | 1993     | 2017.12      |                                                                              |
|            | ストリート              | FRUiTS (フルーツ)                                            | ストリート編集室                         | 東京         | 1997.07  | (2017.12)    | 不定期刊に移行                                                               |
|            | ストリート              | STREET (ストリート)                                          | ストリート編集室                         | 東京         | 1985     | 刊行中       |                                                                              |
|            | パンク 他               | KERA (ケラ)                                                  | ジャックメディア                         | 東京         | 1998     | 刊行中       |                                                                              |
|            | カジュアル              | an・an (アンアン)                                            | マガジンハウス                           | 東京         | 1970.03  | 刊行中       |                                                                              |
|            | カジュアル              | ar（アール）                                                 | 主婦と生活社                             | 東京         | 1995.07  | 刊行中       |                                                                              |
|            |                         | 関西 girl's style exp. （関西ガールズスタイル エクスプレス） | イリオス；交通タイムス社                 | 大阪；東京   | 2003.02  | 刊行中       |                                                                              |
|            |                         | SpyGirl（スパイガール）                                      | ダブリュエヌコーポレーション；やまの出版 | 名古屋；東京 | 2000冬   | 刊行中       | (地方限定) 東海、関西、九州がある。東海版は「NAGOYA GIRL」としてリニューアル |
|            | 子供服                  | Sesame（セサミ）                                             | 朝日新聞出版                             | 東京         | 1975     | 刊行中       | 創刊：婦人生活社 (1975 - 2003.01)                                            |
|            | ウェディング            | 25ansウエディング （ヴァンサンカン - ）                      | ハースト婦人画報社                       | 東京         | 1986     | 刊行中       | 継続前誌：ザ・ウエディング、FG MOOK                                          |
|            | ウェディング            | ゼクシィ                                                     | リクルート                               | 東京         | 1993     | 刊行中       | 地域によりバージョンが異なる                                                 |
|            | ウェディング            | ゼクシィプレミア                                             | リクルート                               | 東京         | 不明     | 刊行中       | 2013年まで「ゼクシィ・アネーロ」だった。                                     |
|            | 和装                    | きものサロン                                                 | 世界文化社                               | 東京         | 1980     | 刊行中       | 家庭画報特選                                                                 |
|            | 和装                    | 美しいキモノ                                                 | ハースト婦人画報社                       | 東京         | 1953     | 刊行中       | FG MOOK                                                                      |
|            | 和装                    | 七緒                                                         | プレジデント社                           | 東京         | 2004.9   | 刊行中       |                                                                              |
|            | ランジェリー            | THE BODY (ザ・ボディ)                                        | ケイズファクトリー；日販アイ・ピー・エス | 東京；東京   | 1994.04  | 刊行中       |                                                                              |
| 20代前半 - | カジュアル              | InRed (インレッド)                                           | 宝島社                                   | 東京         | 2003.03  | 刊行中       |                                                                              |
|            | カジュアル              | mina (ミーナ)                                                | 主婦の友社                               | 東京         | 2001.03  | 刊行中       |                                                                              |
|            | カジュアル              | non-no（ノンノ）                                             | 集英社                                   | 東京         | 1971.05  | 刊行中       |                                                                              |
|            | カジュアル              | Soup. （スープ）                                             | インデックス・コミュニケーションズ       | 東京         | 2001     | 刊行中       |                                                                              |
|            | カジュアル              | SPRiNG （スプリング）                                        | 宝島社                                   | 東京         | 1996     | 刊行中       |                                                                              |
|            | カジュアル              | sweet (スウィート)                                           | 宝島社                                   | 東京         | 1999.03  | 刊行中       |                                                                              |
|            | サーファー              | Fine (ファイン)                                              | 日之出出版                               | 東京         | 1978     | 刊行中       |                                                                              |
|            | ギャル                  | egg (エッグ)                                                 | 大洋図書                                 | 東京         | 1995     | 2014.5       |                                                                              |
|            | ギャル                  | Popteen (ポップティーン)                                     | 角川春樹事務所                           | 東京         | 1980.01  | 刊行中       |                                                                              |
|            | ギャル                  | S Cawaii! (エスカワイイ)                                     | 主婦の友社                               | 東京         | 2000.10  | 刊行中       |                                                                              |
|            | ギャル                  | BLENDA (ブレンダ)                                            | 角川春樹事務所                           | 東京         | 2003.09  | 刊行中       | 2020年6月、BLENDA Japanに改称                                                |
|            | ギャル                  | Ranzuki (ランズキ)                                           | ぶんか社                                 | 東京         | 2000.09  | 2016         | 継続前誌：ランキング大好き。YouTubeに移行                                    |
|            | ギャル                  | JELLY (ジェリー)                                             | 文友舎                                   | 東京         | 2006.04  | 2024.02      |                                                                              |
|            | ギャル                  | Happie nuts (ハピーナッツ)                                   | ネコ・パブリッシング                     | 東京         | 2004.11  | 刊行中       | 創刊はインフォレストから                                                     |
|            | ギャル                  | 小悪魔ageha                                                  | トランスメディア                         | 東京         | 2005.10  | 刊行中       | インフォレストから発刊されていたが、休刊ののち、現出版社に移管。             |
|            | ギャル                  | I LOVE mama（アイラブママ）                                  | インフォレスト                           | 東京         | 2008.9   | 2014.3       |                                                                              |
|            | お姉系 / 赤文字         | JJ (ジェイジェイ)                                            | 光文社                                   | 東京         | 1975     | 刊行中       |                                                                              |
|            | お姉系 / 赤文字         | CanCam (キャンキャン)                                        | 小学館                                   | 東京         | 1981     | 刊行中       |                                                                              |
|            | お姉系 / 赤文字         | ViVi (ヴィヴィ)                                              | 講談社                                   | 東京         | 1983.05  | 刊行中       |                                                                              |
|            | お姉系 / 赤文字         | Ray (レイ)                                                   | 主婦の友社                               | 東京         | 1988     | 刊行中       |                                                                              |
|            | お姉系 / 赤文字         | PINKY (ピンキー)                                             | 集英社                                   | 東京         | 2004.10  | 2010.02      |                                                                              |
| 20代       | OL                      | MORE (モア)                                                  | 集英社                                   | 東京         | 1977     | 刊行中       |                                                                              |
|            | OL                      | with (ウィズ)                                                | 講談社                                   | 東京         | 1981.08  | 刊行中       |                                                                              |
|            | OL                      | Steady. (ステディ)                                           | 宝島社                                   | 東京         | 2006.11  | 刊行中       |                                                                              |
|            | ラグジュアリー / モード | 25ans (ヴァンサンカン)                                       | ハースト婦人画報社                       | 東京         | 1980.04  | 刊行中       |                                                                              |
|            | モード                  | 装苑                                                         | 文化出版局                               | 東京         | 1936     | 刊行中       |                                                                              |
|            | モード                  | High Fashion (ハイファッション)                              | 文化出版局                               | 東京         | 1960夏   | 2010.04      |                                                                              |
|            | モード                  | GINZA（ギンザ）                                              | マガジンハウス                           | 東京         | 1997.03  | 刊行中       |                                                                              |
|            | モード                  | SPUR (シュプール)                                            | 集英社                                   | 東京         | 1989.11  | 刊行中       |                                                                              |
|            | モード                  | FUDGE (ファッジ)                                             | 三栄書房                                 | 東京         | 2002     | 刊行中       | 白人モデルが多く起用されている                                               |
|            | モード                  | CLUEL (クルーエル)                                           | THE BOOKS Publishing                     | 東京         | 2014     | 刊行中       | 白人モデルが多く起用されている                                               |
|            | モード / 海外誌         | Numéro TOKYO (ヌメロ・トウキョウ)                            | 扶桑社                                   | 東京         | 2007.02  | 刊行中       | （日本版）                                                                   |
|            | モード / 海外誌         | Numéro                                                       | Groupe Alain Ayache                      | フランス     | 1998     | 刊行中       |                                                                              |
|            | モード / 海外誌         | ELLE japon （エル・ジャポン）                                | ハースト婦人画報社                       | 東京         | 1989.07  | 刊行中       | （日本版）                                                                   |
|            | モード / 海外誌         | ELLE                                                         | Hachette Filipacchi Médias               | フランス     | 1945     | 刊行中       |                                                                              |
|            | モード / 海外誌         | VOGUE NIPPON / VOGUE JAPAN                                   | コンデナスト・ジャパン                   | 東京         | 1999.07  | 刊行中       | （日本版）                                                                   |
|            | モード / 海外誌         | VOGUE                                                        | Condé Nast Publications                  | アメリカ     | 1892     | 刊行中       |                                                                              |
|            | モード / 海外誌         | NYLON JAPAN (ナイロン・ジャパン)                             | トランスメディア                         | 東京         | 2004     | 刊行中       | (日本版)                                                                     |
|            | モード / 海外誌         | NYLON                                                        | Nylon Holding Inc.                       | アメリカ     | 1998     | 刊行中       |                                                                              |
|            | モード / 海外誌         | marie claire (マリ・クレール)                                | アシェット婦人画報社                     | 東京         | 1982.07  | 2009.09      | （日本版・一般発売）                                                         |
|            | モード / 海外誌         | marie claire style                                           | 中央公論新社                             | 東京         | 2013.07  | 刊行中       | 会報誌（読売新聞購読者向け特典）                                             |
|            | モード / 海外誌         | marie claire                                                 | Groupe Marie Claire                      | フランス     | 1937     | 刊行中       |                                                                              |
|            | モード / 海外誌         | Harper's BAZAAR (ハーパーズ バザー)                          | エイチビージャパン                       | 東京         | 2000     | 2010.12      | (日本版)                                                                     |
|            | モード / 海外誌         | Harper's BAZAAR (ハーパーズ バザー)                          | ハースト婦人画報社                       | 東京         | 2013.09  | 刊行中       | 再刊                                                                         |
|            | モード / 海外誌         | Harper's BAZAAR                                              | Hearst Corporation                       | アメリカ     | 1867     | 刊行中       |                                                                              |
|            | モード / コレクション   | gap PRESS (ギャッププレス)                                   | ギャップ・ジャパン                       | 東京         | 1994.11  | 刊行中       | 複数の種類がある                                                             |
|            | モード / コレクション   | FASHION NEWS (ファッションニュース)                          | INFASパブリケーションズ                  | 東京         | 1989     | 刊行中       |                                                                              |
|            | モード / コレクション   | MODE et MODE (モードェモード)                                | モードェモード社                         | 東京         | 1946     | 刊行中       |                                                                              |
| 20代後半 - | モード / セレブスナップ | GLITTER (グリッター)                                         | トランスメディア                         | 東京         | 2004     | 刊行中       |                                                                              |
| 20代後半 - | モード / セレブスナップ | GISELe (ジゼル)                                              | 主婦の友社                               | 東京         | 2005.10  | 刊行中       |                                                                              |
| 20代後半 - | OL                      | 美人百花                                                     | 角川春樹事務所                           | 東京         | 2005.10  | 刊行中       |                                                                              |
| 20代後半 - | OL                      | GLAMOROUS (グラマラス)                                       | 講談社                                   | 東京         | 2005     | 2013.07      |                                                                              |
| 20代後半 - | OL                      | AneCan (アネキャン)                                          | 小学館                                   | 東京         | 2007.03  | 2016.11      |                                                                              |
| 20代後半 - | OL                      | Oggi (オッジ)                                                | 小学館                                   | 東京         | 1991     | 刊行中       |                                                                              |
| 20代後半 - | OL                      | GINGER (ジンジャー)                                          | 幻冬舎                                   | 東京         | 2009.05  | 2023.12      |                                                                              |
| 20代後半 - | OL                      | BAILA (バイラ)                                               | 集英社                                   | 東京         | 2001.06  | 刊行中       |                                                                              |
| 20代後半 - | 淑女風OL                | MISS家庭画報 / MISS / MISS plus+                             | 世界文化社                               | 東京         | 1988     | 2013.12      |                                                                              |
| 20代後半 - | 淑女風OL                | CLASSY. (クラッシィ)                                         | 光文社                                   | 東京         | 1984     | 刊行中       |                                                                              |
| 30代       | 主婦                    | VERY (ヴェリィ)                                              | 光文社                                   | 東京         | 1995.06  | 刊行中       |                                                                              |
|            | 主婦                    | LEE (リー)                                                   | 集英社                                   | 東京         | 1982     | 刊行中       |                                                                              |
|            |                         | Domani (ドマーニ)                                            | 小学館                                   | 東京         | 1997.01  | 刊行中       |                                                                              |
|            |                         | Grazia (グラツィア)                                          | 講談社                                   | 東京         | 1996.03  | 2013.07      |                                                                              |
| 40代       |                         | Precious (プレシャス)                                        | 小学館                                   | 東京         | 2004.03  | 刊行中       |                                                                              |
|            |                         | Marisol                                                      | 集英社                                   | 東京         | 2007.03  | 刊行中       |                                                                              |
|            |                         | STORY (ストーリィ)                                           | 光文社                                   | 東京         | 2002.12  | 刊行中       |                                                                              |
|            |                         | ミセス                                                       | 文化出版局                               | 東京         | 1961     | 2021.03      |                                                                              |
| 50代       |                         | 家庭画報                                                     | 世界文化社                               | 東京         | 1958.03  | 刊行中       |                                                                              |
|            |                         | 婦人画報                                                     | ハースト婦人画報社                       | 東京         | 1905     | 刊行中       |                                                                              |
|            |                         | eclat                                                        | 集英社                                   | 東京         | 2007.09  | 刊行中       |                                                                              |
|            |                         | HERS                                                         | 光文社                                   | 東京         | 2008.04  | 刊行中       |                                                                              |
|            |                         | 和樂                                                         | 小学館                                   | 東京         | 2001     | 刊行中       |                                                                              |
|            |                         | COSMOPOLITAN                                                 | Hearst Corporation                       | アメリカ     | 1886     | 刊行中       |                                                                              |
|            |                         | COSMOPOLITAN (コスモポリタン)                                | 集英社                                   | 東京         | 1983.06  | 2006.02      | (日本版)                                                                     |
| 11-15      |                         | CANDy (キャンディ)                                           | 白泉社                                   | 東京         | 2001.06  | 2006.03      |                                                                              |
|            |                         | Lemon (レモン)                                               | 学習研究社                               | 東京         | 1982     | 1998.09      |                                                                              |
|            |                         | プチセブン                                                   | 小学館                                   | 東京         | 1978.01  | 2002.03      |                                                                              |
|            |                         | Hana*chu→ (ハナチュー)                                       | 主婦の友社                               | 東京         | 2003.05  | 2011.05      |                                                                              |
| 10代       |                         | mc Sister (エムシーシスター)                                 | アシェット婦人画報社                     | 東京         | 1976.06  | 2002.02      |                                                                              |
|            |                         | Olive (オリーブ)                                             | マガジンハウス                           | 東京         | 1982     | 2003.08      |                                                                              |
|            |                         | bis (ビズ)                                                   | 光文社                                   | 東京         | 2001.08  | 2006.08      | 『JJ』に事実上統合                                                           |
|            |                         | 30ANS / La Vie de 30 ans（ラ・ヴィ・ドゥ・トランタン）       | アシェット婦人画報社                     | 東京         | 1995     | 2005         |                                                                              |
|            |                         | 東京ストリートニュース!                                      | 学習研究社                               | 東京         | 1994     | 2000.09      | 継続後誌：Stonew                                                             |
|            |                         | Vingtaine (ヴァンテーヌ)                                     | アシェット婦人画報社                     | 東京         | 1989.10  | 2007.12      |                                                                              |
|            |                         | ドレスメーキング                                             | 鎌倉書房                                 | 東京         | 1949     | 1993.05      |                                                                              |
|            |                         | ドレスメーキングのジュニアスタイル他                         | 鎌倉書房                                 | 東京         | 1976.06  | 1994.12      | 他の名称：ジュニアスタイル、Junie                                            |
|            |                         | ジュニー                                                     | 扶桑社                                   | 東京         | 1995.04  | 2005.07      | 継続前誌：ドレスメーキングのジュニアスタイル (鎌倉書房)                      |
|            |                         | LUCi (ルーシィ)                                              | 扶桑社                                   | 東京         | 1998.11  | 2008.02      |                                                                              |
|            |                         | 流行通信                                                     | INFASパブリケーションズ                  | 東京         | 1966     | 2008.01      | 2014年現在は季刊誌「WWD MAGAZINE」巻末に「流行通信」とのタイトルで掲載       |
|            | ギャル                  | Cawaii! (カワイイ！)                                         | 主婦の友社                               | 東京         | 1996.03  | 2009.06      |                                                                              |
|            |                         | Woofin'Girl (ウーフィンガール)                               | シンコーミュージック                     | 東京         | 2002     | 2010.03      |                                                                              |
| 16 -       | ストリート・裏原系      | PS Pretty Style (ピーエス プリティスタイル)                  | 小学館                                   | 東京         | 2002.04  | 2011.12      |                                                                              |
| 10代 -     |                         | エルティーン                                                 | 近代映画社                               | 東京         | 1981     | 2005         |                                                                              |
|            |                         | ChouChou (シュシュ)                                          | 角川書店                                 | 東京         | 1993     | 2009.11      |                                                                              |
|            |                         | LUIRE (ルイール)                                             | リットーミュージック                     | 東京         | 1999春夏 | 2009.05      |                                                                              |
|            |                         | スタイル                                                     | スタイル社                               | 東京         | 1936     | 1959         | 中間の雑誌：女性生活 1941 - 1946                                             |
|            |                         | Style (スタイル)                                             | 講談社                                   | 東京         | 2001.09  | 2008.09      |                                                                              |
|            | ウェディング            | GRACEFUL Wedding (グレイスフル・ウエディング)                | 世界文化社                               | 東京         | 1992秋冬 | 2009秋冬     | 継続後誌：Miss Wedding                                                       |
| 不明       |                         | ハイミセス                                                   | 文化出版局                               | 東京         | 1982.5   | 1996.1       | 継続前誌：ミマン                                                             |
|            |                         | ミマン                                                       | 文化出版局                               | 東京         | 1996.3   | 2003.5       | 継続前誌：ハイミセス                                                         |
|            |                         | マダム                                                       | 鎌倉書房                                 | 東京         | 1967.06  | 1994.11      |                                                                              |

### 男性向け
以下に挙げるものは、書店で流通する、そしてある程度の認知を得ていた男性向けファッション雑誌の一覧である。小売店に流通されていないファッション雑誌型の通信販売カタログは除外している。女性誌と同じく、ファッション以外にもセックス特集、モテ特集、ビジネス、アイドル、自動車、家電、音楽等、読者の関心を寄せる特集が掲載されていることが多い。また服装より時計や文具、デジタル家電などの「モノ」に重点をおいた雑誌の方が選考していると思われる。
| 年齢       | ジャンル              | 名前                                     | 出版者                                   | 出版地       | 創刊年   | 休刊・廃刊年 | 備考                                                                           |
| ---------- | --------------------- | ---------------------------------------- | ---------------------------------------- | ------------ | -------- | ------------ | ------------------------------------------------------------------------------ |
| 10代・学生 | きれいめ系            | FINEBOYS                                 | 日之出出版                               | 東京         | 1986.05  | 刊行中       |                                                                                |
| 10代・学生 | きれいめ系            | キラリ!                                  | マガジン・マガジン                       | 東京         | 1998.12  | 刊行中       |                                                                                |
| 10代・学生 | サロン系              | CHOKi CHOKi                              | 内外出版社                               | 東京         | 2006.06  | 2015.07      |                                                                                |
| 10代・学生 | サロン系              | Cazi Cazi                                | イリオス；交通タイムス社                 | 大阪；東京   | 1994.07  | 刊行中       |                                                                                |
| 10代・学生 | お兄系・ギャル男      | Men's egg                                | 大洋図書                                 | 東京         | 1999.06  | 2013.11      |                                                                                |
| 10代・学生 | お兄系・ギャル男      | MEN'S KNUCKLE                            | ミリオン出版；大洋図書                   | 東京         | 2004.06  | 2022.07      |                                                                                |
| 10代・学生 | ヤンキー・暴走族      | チャンプロード                           | 笠倉出版社                               | 東京         | 1987.09  | 2016.11      |                                                                                |
| 10代・学生 | ヤンキー・暴走族      | ティーンズロード                         | ミリオン出版                             | 東京         | 1989.05  | 1998.10      |                                                                                |
| 10代・学生 | ストリート            | warp                                     | トランスワールドジャパン                 | 東京         | 1996     | 2017         | 現在はWEBサイトで復活                                                          |
| 10代・学生 | ストリート            | Smart                                    | 宝島社                                   | 東京         | 1995     | 刊行中       |                                                                                |
| 10代・学生 | ストリート            | street Jack                              | ベストセラーズ                           | 東京         | 1997     | 2017.10      |                                                                                |
| 10代・学生 | ストリート            | COOL TRANS                               | ワニブックス                             | 東京         | 1995.11  | 2013.08      |                                                                                |
| 10代・学生 | ストリート            | Samurai magazine                         | インフォレスト                           | 東京         | 1999     | 2014         |                                                                                |
| 10代・学生 | ストリート            | GET ON!                                  | 学習研究社                               | 東京         | 1996     | 2007.12      |                                                                                |
| 10代・学生 | ストリート            | Ollie / オーリー                         | 三栄書房                                 | 東京         | 1995     | 刊行中       |                                                                                |
| 10代・学生 | ヒップホップ          | WOOFIN'                                  | シンコーミュージック・エンタテイメント   | 東京         | 1997.06  | 2016.12      |                                                                                |
| 10代・学生 | ヒップホップ          | Men's Street                             | 竹書房                                   | 東京         | 2005.01  | 2008.09      | 創刊：実話ニッポン（1982年） から実話芸能ニッポン、芸能ニッポンを経る          |
| 10代・学生 | ヒップホップ          | 411 (フォーダブワン)                     | 三栄書房                                 | 東京         | 2004.06  | 2017.12      | 創刊は英知出版から                                                             |
| 20代       | デザイナーズ ブランド | MEN'S NON-NO                             | 集英社                                   | 東京         | 1986.06  | 刊行中       |                                                                                |
| 20代       | デザイナーズ ブランド | POPEYE                                   | マガジンハウス                           | 東京         | 1976夏   | 刊行中       |                                                                                |
| 20代       | デザイナーズ ブランド | HUgE                                     | 講談社                                   | 東京         | 2002.11  | 2014.12      |                                                                                |
| 20代       | きれいめ・カジュアル  | Men's JOKER                              | ベストセラーズ                           | 東京         | 2004     | 2019.02      |                                                                                |
| 20代       | お兄系 (きれいめ)     | Men's Voi                                | 丸井                                     | 東京         | 1990年代 | 刊行中       |                                                                                |
| 20代       | ビジネススーツ        | smart MAX                                | 宝島社                                   | 東京         | 2001春夏 | 2007.06      | 継続後誌：STYLE max 2007年7月号~12月号 (休刊)                                  |
| 20代       | ビジネススーツ        | GQ JAPAN                                 | コンデナスト・ジャパン                   | 東京         | 1993.03  | 刊行中       | (日本版) 2003.06から。創刊：中央公論インターナショナル、嶋中書店 (〜2002.01)   |
| 20代       | ビジネススーツ        | Begin                                    | 世界文化社                               | 東京         | 1988.11  | 刊行中       | グッズ情報中心であるが、ファッション関連の記事もみられる。                     |
| 30代       |                       | Gainer (ゲイナー)                        | 光文社                                   | 東京         | 1990     | 2016         |                                                                                |
| 30代〜     |                       | MEN'S CLUB                               | ハースト婦人画報社                       | 東京         | 1954     | 刊行中       | 創刊：男の服飾読本、男の服飾                                                   |
| 30代〜     |                       | LEON                                     | 主婦と生活社                             | 東京         | 2001     | 刊行中       |                                                                                |
| 30代〜     |                       | BRIO                                     | 光文社                                   | 東京         | 1995.05  | 2009.08      |                                                                                |
| 30代〜     |                       | MEN'S EX                                 | 世界文化社                               | 東京         | 1994.05  | 刊行中       |                                                                                |
| 30代〜     |                       | UOMO                                     | 集英社                                   | 東京         | 2005.04  | 刊行中       |                                                                                |
| 30代〜     |                       | Safari                                   | 日之出出版                               | 東京         | 2003.11  | 刊行中       |                                                                                |
| 30代〜     |                       | SENSE                                    | センス                                   | 東京         | 2000     | 刊行中       |                                                                                |
| 30代〜     |                       | Pen                                      | 阪急コミュニケーションズ                 | 東京         | 1998     | 刊行中       | 継続前誌：ギリー (TBSブリタニカ、1997〜)                                       |
|            | モード系              | gap PRESS MEN                            | ギャップ・ジャパン                       | 東京         | 2002     | 刊行中       | ミラノ、パリ、ロンドン、ニューヨーク、東京の各コレクションショー開催時期に発売 |
|            | モード系              | Fashion News MEN'S                       | インファスバブリケーションズ             | 東京         | 2004.09  | 刊行中       | ミラノ、パリ、ロンドン、ニューヨーク、東京の各コレクションショー開催時期に発売 |
|            | モード系              | men's FUDGE                              | 三栄書房                                 | 東京         | 2006.05  | 刊行中       |                                                                                |
|            | モード系              | WWD FOR JAPAN MEN'S                      | インファスパブリケーションズ             | 東京         | 不明     | 不明         |                                                                                |
|            |                       | Lightning                                | エイ出版社                               | 東京         | 1994     | 刊行中       |                                                                                |
|            |                       | TUNE (チューン)                          | ストリート編集室                         | 東京         | 2004.05  | 刊行中       |                                                                                |
|            |                       | BOYS RUSH (ボーイズラッシュ)             | 主婦の友社                               | 東京         | 1998.06  | 2004.12      |                                                                                |
|            |                       | Mr.ハイファッション (ミスター -)         | 文化出版局                               | 東京         | 1981     | 1989         | 継続後誌：Mr                                                                   |
|            |                       | ミスター                                 | 文化出版局                               | 東京         | 1989.03  | 2003.06      | 継続前誌：Mr.ハイファッション                                                  |
|            |                       | SpyMaster. Tokai (スパイマスター 東海版) | ダブリュエヌコーポレーション；やまの出版 | 名古屋；東京 | 1996     | 刊行中       | (地方限定)                                                                     |
|            |                       | High-STYLE 東海版                        | ダブリュエヌコーポレーション；やまの出版 | 名古屋；東京 | 2005.06  | 不明         | (地方限定)                                                                     |
|            |                       | 洋装                                     | 洋装社                                   | 東京         | 1949     | 2000.12      |                                                                                |
|            |                       | 男子専科、Dansen                         | スタイル社                               | 東京         | 1950     | 1993.02      | 改題：Dansen 1986.06〜 2013年ぶんか社より復刊                                  |
|            |                       | Free & Easy (フリー・アンド・イージー)   | イースト・コミュニケーションズ           | 東京         | 1998.12  | 刊行中       | 創刊：イーストライツ (同社)                                                    |

### オンラインのみ
2010年現在、メディアとしてのインターネットはまだまだ過渡期にある。定期的な製造と流通を伴う雑誌と異なり、いつでも更新できるので、Webサイトを「逐次刊行物」とされる雑誌と位置づける必要はない。ただ単にファッションの情報サイトにカテゴライズされることも考えられる。しかしその中で雑誌と名乗り、通販や特定のブランドの宣伝ではなく情報を発信するサイトを暫定的に掲載する。
- フイナム ライノ、2004年9月- 2015年より、雑誌・フイナムアンプラグドを刊行。
- ハニカム ハニカム、2005年12月-
- unbar ニューエイジ、2007年3月-